# Seznam chráněných území v okrese Teplice
Toto je seznam chráněných území v okrese Teplice aktuální k roku 2010, ve kterém jsou uvedena chráněná území v oblasti okresu Teplice.
| Kód  | Obrázek                            | Typ  | Název                                        | Rozloha (ha) | Galerie Commons                                                               | Popis území | Souřadnice                       |
| ---- | ---------------------------------- | ---- | -------------------------------------------- | ------------ | ----------------------------------------------------------------------------- | --- | -------------------------------- |
| 643  | Bořeň                              | NPR  | Bořeň                                        | 65,3679      | Kategorie „Bořeň (national nature reserve)“ na Wikimedia Commons              | Ochrana přirozených teplomilných společenstev sutí a skal na znělcovém lakolitu v Českém středohoří | 50°31′40″ s. š., 13°45′50″ v. d. |
| 2432 | Rašeliniště                        | PR   | Březina                                      | 11,90        | Kategorie „Březina (nature reserve)“ na Wikimedia Commons                     | Živé rašeliniště ojedinělé v Českém středohoří, smíšené porosty a zbytek staré bučiny | 50°32′52″ s. š., 13°54′9″ v. d.  |
| 663  | PP Buky na Bouřňáku                | PP   | Buky na Bouřňáku                             | 3,26         | Kategorie „Buky na Bouřňáku“ na Wikimedia Commons                             | Zbytek staré bučiny s vlajkovými formami korun | 50°41′8″ s. š., 13°42′17″ v. d.  |
| 6178 |                                    | PP   | Cínovecký hřbet                              | 29,703       | Název kategorie na Wikimedia Commons nebyl zadán                              | Komplex zčásti člověkem ovlivněných přechodových rašelinišť, rašelinných a podmáčených smrčin v hřebenové partii východní části Krušných hor s charakteristickou květenou a vzácnými druhy živočichů | 50°43′53″ s. š., 13°47′41″ v. d. |
| 2012 | Popis obrazku                      | PR   | Černá louka                                  | 130,00       | Kategorie „Černá louka (nature reserve)“ na Wikimedia Commons                 | Ochrana zbytků vlhkých až rašelinných horských luk v nadmořské výšce 690–760 m v povodí Černého potoka | 50°44′4″ s. š., 13°53′20″ v. d.  |
| 51   | Milešovka                          | CHKO | České středohoří                             | 106 317      | Kategorie „CHKO České středohoří“ na Wikimedia Commons                        | | 50°39′5″ s. š., 14°13′33″ v. d.  |
| 1702 | Domaslavické údolí                 | PP   | Domaslavické údolí                           | 60,00        | Kategorie „Domaslavické údolí“ na Wikimedia Commons                           | Ochrana krušnohorských podmáčených suťových lesů a pramenišť s přirozeným porostem buku a charakteristickou květenou | 50°40′6″ s. š., 13°40′29″ v. d.  |
| 5755 | PP Doubravka                       | PP   | Doubravka                                    | 43,2743      | Kategorie „Doubravka (natural monument)“ na Wikimedia Commons                 | Ochrana evropsky významné lokality Doubravka s evropsky významným druhem - páchník hnědý, s dalšími vzácnými druhy saproxylického (na staré dřevo a dutiny stromů vázaného) hmyzu, z nichž k nejvzácnějším patří kovařík, potemník a dále s výskytem vzácných druhů hub - lanýž letní, hřib Markův a šťavnatka dvoubarvá         | 50°38′19″ s. š., 13°51′38″ v. d. |
| 2187 | PR Dřínek                          | PR   | Dřínek                                       | 1,80         | Kategorie „Dřínek“ na Wikimedia Commons                                       | Xerotermní travinné společenstva, teplomilné druhy rostlin vzácně se vyskytující v severní části českého termofytika | 50°31′54″ s. š., 13°48′50″ v. d. |
| 1178 | Grünwaldské vřesoviště             | PR   | Grünwaldské vřesoviště                       | 93,2         | Kategorie „Grünwaldské vřesoviště“ na Wikimedia Commons                       | Ochrana rašeliniště vrchovištního typu s porostem více forem borovice blatky | 50°41′48″ s. š., 13°39′29″ v. d. |
| 5754 | Háj u Oseka                        | PP   | Háj u Oseka                                  | 9,8535       | Kategorie „Háj u Oseka“ na Wikimedia Commons                                  | Ochrana evropsky významné lokality Háj u Oseka s evropsky významným druhem kuňkou obecnou | 50°38′16″ s. š., 13°43′24″ v. d. |
| 120  | Hradišťanská louka                 | PR   | Hradišťanská louka                           | 3,93         | Kategorie „Hradišťanská louka“ na Wikimedia Commons                           | Ochrana květeny a ochrana valů keltského hradiště | 50°30′29″ s. š., 13°52′15″ v. d. |
| 1177 | PP Husův vrch v červnu 2023        | PP   | Husův vrch                                   | 4,70         | Kategorie „Husův vrch (natural monument)“ na Wikimedia Commons                | Lokalita teplomilných druhů, hlavně hlaváček jarní | 50°35′22″ s. š., 13°48′51″ v. d. |
| 5756 | PP Kateřina – mokřad               | PP   | Kateřina – mokřad                            | 9,85         | Kategorie „Kateřina - mokřad“ na Wikimedia Commons                            | EVL s evropsky významným druhem kuňka obecná | 50°39′24″ s. š., 13°54′7″ v. d.  |
| 2151 | PR Malhostický rybník              | PR   | Malhostický rybník                           | 23,57        | Kategorie „Malhostický rybník“ na Wikimedia Commons                           | Ojedinělá ornitologická lokalita s výskytem 128 druhu ptáků | 50°36′31″ s. š., 13°55′10″ v. d. |
| 6181 |                                    | PP   | Pod Lysou horou                              | 2,4189       | Název kategorie na Wikimedia Commons nebyl zadán                              | Horská louka, přechodové rašeliniště a podmáčená smrčina s výskytem ohrožených a zvláště chráněných druhů rostlin | 50°42′48″ s. š., 13°50′12″ v. d. |
| 2128 | Pohled na rezervaci od silnice     | PR   | Rašeliniště U jezera – Cínovecké rašeliniště | 60,1367      | Kategorie „Rašeliniště U jezera - Cínovecké rašeliniště“ na Wikimedia Commons | Aktivní vrchoviště; rašelinný les; acidofilní smrčiny, s celou řadou vzácných druhů rostlin (rosnatka okrouhlolistá, klikva bahenní, šicha černá a rojovník bahenní), bezobratlých živočichů (lesklice horská, lesklice severská, tesařík pižmový, krasec lesní, střevlíci, drabčíci) a ptáků (tetřívek obecný, bekasina otavní) | 50°43′38″ s. š., 13°44′40″ v. d. |
| 1005 | Saleisova výšina                   | PP   | Salesiova výšina                             | 2            | Kategorie „Salesiova výšina“ na Wikimedia Commons                             | Křemencové skalní město | 50°37′ s. š., 13°40′25″ v. d.    |
| 441  | PP Štěpánovská hora                | PP   | Štěpánovská hora                             | 0,5          | Kategorie „Štěpánovská hora (natural monument)“ na Wikimedia Commons          | Ochrana květeny | 50°32′4″ s. š., 13°52′17″ v. d.  |
| 2137 | PR Trupelník                       | PR   | Trupelník                                    | 15,33        | Kategorie „Trupelník“ na Wikimedia Commons                                    | Významné paleontologické naleziště paleogenní diatomitové mikroflory a makroflory | 50°32′4″ s. š., 13°48′7″ v. d.   |
| 1176 | Oblast rezervace na podzim         | PR   | Vlčí důl                                     | 32,59        | Kategorie „Vlčí důl“ na Wikimedia Commons                                     | Ochrana cca 180 let starého porostu buku lesního (Fagus sylvatica) s bohatým zastoupením doupných stromů | 50°38′21″ s. š., 13°39′42″ v. d. |
|      | Přírodní park Východní Krušné hory | PřP  | Východní Krušné hory                         |              | Kategorie „Východní Krušné hory“ na Wikimedia Commons                         | | 50°44′7″ s. š., 13°53′9″ v. d.   |

## Zrušená chráněná území
| Kód  | Obrázek  | Typ | Název | Rozloha (ha) | Galerie Commons                        | Popis území                                                                                               | Souřadnice                       |
| ---- | -------- | --- | ----- | ------------ | -------------------------------------- | --- | -------------------------------- |
| 1006 | PP Vrása | PP  | Vrása | 0,06         | Kategorie „Vrása“ na Wikimedia Commons | Ochrana ležaté vrásy vytvořené v parabole komplexu krušnohorských šedých rul na východním svahu Vlčí hůry | 50°38′10″ s. š., 13°39′47″ v. d. |